# Аделофаги
Аделофаги (від грецьких термінів ἄδηλος adelos «таємно» та φάγω phago «їм»)- колишня секта, згадана анонімним автором, відомим як Praedestinatus . Вони вважали, що християнин повинен ховатися від інших людей, щоб харчуватися, уявляючи, що таким чином він наслідує пророків . Учасники цитували Царів 13:8-9  та Єзекіїля 24:17  як натхнення для своєї віри; незрозуміло, чи виключали вони всіх чи лише членів інших сект. Філастрій припускає, що вони також відкидали божественність Святого Духа . Здається, вони розквітли в другій половині четвертого століття, приблизно в 350 році нашої ери. 